# Custom.build num. 81
Custom.build num. 81 è il cd singolo uscito in Febbraio 2004 che precede l'album custom.build num. 80 del progetto Iconoclash, creato da Boosta che uscirà più avanti in aprile.
L'interno contiene il brano rock.n.roll robot che verrà inserito nel built 80 più altre versioni della medesima con la versione video.
Il singolo è accompagnato da videoclip.

## Tracce
1. Rock.n.roll robot
2. Club.n.roll robot
3. Punk.n.roll robot
4. Love.n.roll robot
5. Rock.n.roll robot (the video)